# The Best Of Collection (Minea)
The Best Of Collection je drugi kompilacijski album hrvatske pop pjevačice Renate Končić Minee. Objavljen 18. rujna 2015. godine u izdanju diskografske kuće Croatia Records.
Na albumu se nalaze singlovi s pet studijskih albuma, uključujući samostalne singlove objavljene od 2008. do 2015. godine. Najavni singl albuma je pjesma "Razonoda", premijerno izvedena na CMC festivalu 2015. godine.

## Pozadina i objavljivanje
Ovo je Mineino prvo izdanje u deset godina, od albuma Sve u četiri oka iz 2004. godine.
Kompilacija je objavljena u Hrvatskoj 18. rujna 2015. godine u formi CDa, digitalnog downloada i streaminga na Deezeru.

## Komercijalni uspjeh
Album je debitirao na šesnaestom mjestu u Hrvatskoj na službenoj top listi prodaje - Tops of the shops, kao najprodavanije novo izdanje tjedna.

## Popis pjesama
| Br. | Skladba                                      | Trajanje |
| --- | -------------------------------------------- | -------- |
| 1.  | »Razonoda«                                   | 3:13     |
| 2.  | »Potpisujem«                                 | 3:29     |
| 3.  | »Jedno«                                      | 3:11     |
| 4.  | »Srce zauzeto«                               | 3:17     |
| 5.  | »Bit će bolje«                               | 3:46     |
| 6.  | »Što bi mi«                                  | 2:53     |
| 7.  | »Rano«                                       | 3:21     |
| 8.  | »Malo fali«                                  | 3:04     |
| 9.  | »Još si moj«                                 | 3:29     |
| 10. | »Helj ljubavi«                               | 4:06     |
| 11. | »Ako ovo je kraj« (duet Davor Dragojević)    | 4:01     |
| 12. | »Jako«                                       | 3:50     |
| 13. | »E, pa neka«                                 | 3:58     |
| 14. | »Uberi ljubicu«                              | 3:42     |
| 15. | »Vrapci i komarci«                           | 3:21     |
| 16. | »Lasta, lastavica«                           | 3:34     |
| 17. | »Good boy«                                   | 3:02     |
| 18. | »Mornaru moj«                                | 4:17     |
| 19. | »Da me 'oće Stipe«                           | 4:02     |
| 20. | »Mimo zakona«                                | 4:13     |
| 21. | »Mi smo jedno drugom suđeni« (duet Giuliano) |          |

## Top ljestvice
| Top ljestvice (2015.)              | Pozicija |
| ---------------------------------- | -------- |
| Tops Of The Shops (Službena lista) | 16       |